# Catèter

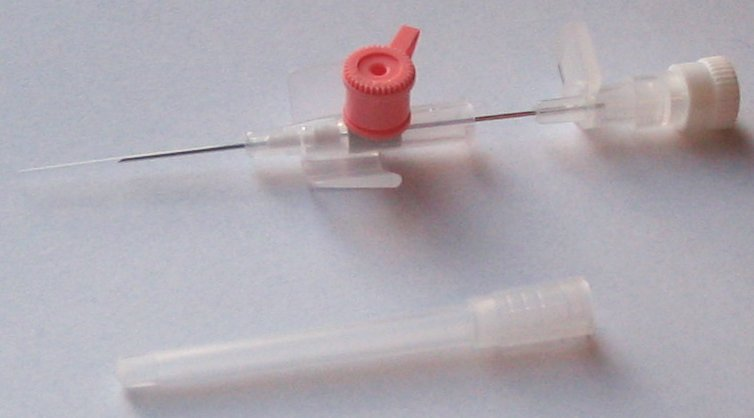
Catèter de via venosa perifèrica

Un catèter en medicina és un tub que es pot inserir dins una cavitat del cos, conducte, o vas sanguini. Els catèters permeten el drenatge, l'administració de fluids o gasos o l'accés pels instruments quirúrgics. El procés d'inserir catèters és el cateterisme. Per a molts usos el catèter és un tub flexible i prim (catèter tou), però en altres casos és més gros i sòlid (catèter dur). Els catèters es poden deixar dins del cos, ja sigui de forma temporal o permanent, els permanents es coneixen en anglès com permcath (de permanent catheter).

## Història
A l'antiga Síria es feien catèters de joncs. En grec: "Katheter - καθετήρ" originalment es referia a un instrument que s'inseria com un tap. Al seu torn, la paraula "katheter" provenia del verb "kathiemai - καθίεμαι" que significa "seure", d'on també prové la paraula catalana cadira. Els antics grecs inserien un tub buit de metall a través de la uretra dins la bufeta per buidar-la, i aquest tub passà a anomenar-se Katheter.
Els catèters moderns es fan servir, pel cap baix, des de l'any 1868 quan el doctor N.B.Sornborger en patentà un.
David S. Sheridan va ser l'inventor del modern catèter d'un sol ús. Abans d'això s'esterilitzaven i es feien servir diverses vegades.
Matt Reavill inventà el 2011 un catèter per al cor que s'insereix pel braç reduint riscos.

## Usos
El catèter permet:
- Drenar: 
  - orina des de la bufeta urinària
  - orina del ronyó en nefrostomia[2]
  - drenar fluids per exemple en abscés abdominal
- Mesurar:
  - directament la pressió sanguínia en l'artèria o vena.
  - Catèter Swan-Ganz que es posa en les artèries pulmonars per mesurar pressió del cor.
  - la pressió dins del crani.
- Administrar:
  - medicaments anestèsics en l'espai epidural, subarcnoidal o al voltant d'un nervi principal
  - oxigen, agents anestèsics volàtils i altres gasos als pulmons.
  - fluids intravenosos, medicaments o nutrició parental
  - insulina subcutània i altres medicaments
  - Amb un catèter venós central per a proporcionar medicaments o fluids prop del cor.
  - Amb un catèter umbilical per a cures intensives en neonats prematurs.
- Fertilització:
  - Un catèter de transferència embrionària per a inserir embrions fertilitzats en fertilització in vitro.
  - Catèter intrauterí en fertilització artificial.
- Altres procediments:
  - angioplàstia, angiografia, electrofisiologia cardíaca i altres.
  - Catèter Quinton usat en hemodiàlisi.

## Materials
Es fan servir diversos tipus de polímers incloent els de goma de silici, làtex i ermoplàstics elastòmers. És un problema si es trenquen dins del cos.

## Exemples
- Catèter venós central, com ara:
  - Catèter central d'inserció perifèrica
- Catèter doble J